# Maintenant (revue montréalaise)
Pour les articles homonymes, voir Maintenant.
Maintenant est un périodique mensuel québécois fondé en 1962 par le père Henri-Marie Bradet, o.p. à la demande et sous l’autorité de l’ordre des Dominicains,  au Québec, qui en est alors le propriétaire-éditeur.
Maintenant prend la relève de la Revue Dominicaine, publiée sans interruption de 1915 à 1961 et qui était « devenue une sorte de forum d’où une réflexion catholique sur la société québécoise et son avenir a émergé ».
Mais alors pourquoi ce changement ? Dès le premier numéro de Maintenant, rappelant le travail considérable accompli par le père Antonin Lamarche, o.p., à la direction de la Revue Dominicaine, le directeur-fondateur de la nouvelle revue, Henri-M. Bradet, pose lui-même la question et il y répond ainsi : « Il y a, écrit-il, une question qu’il serait difficile d’évincer. Pourquoi alors tout ce changement dans la formule, le format et jusqu’au nom ? Besoin de changement ou le réflexe habituel d’un nouveau venu dans une nouvelle fonction ? Peut-être ! Il y a surtout ce monde de chez-nous qui s’interroge sur d’autres problèmes que ceux de 1915 (date où Le Rosaire devenait La Revue Dominicaine). Chaque génération, à tort ou à raison, veut reviser et retoucher les méthodes de ses pères. Psychologie qui ne devrait cependant pas établir de conflit entre les générations ».

## Aux premières lignes de la Révolution tranquille et de l'aggiornamentode l'Église catholique

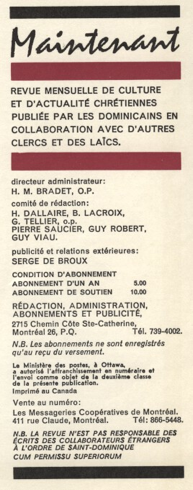
Cartouche du no 1 de la revue Maintenant. Janvier 1962.

Maintenant figure ainsi aux premières lignes des débats idéologiques, culturels et politiques qui marquent la Révolution tranquille au Québec au cours des années 1960 à 1970. Elle est « un des principaux lieux de rassemblement de ceux et celles qui voulaient pousser plus loin l’aggiornamento de l’Église catholique et contribuer, dans la foulée de cette rénovation, à l’édification d’une société québécoise plus juste et fraternelle ».
Pour plusieurs catholiques cependant, ceux notamment de la revue Aujourd’hui Québec,,, « les positions de Maintenant renforçaient les « ennemis de l’Église »,.
Dans son éditorial au premier numéro de la revue, le directeur-fondateur de Maintenant, le père Bradet, écrit que « Maintenant se veut fidèle à l’Église, loyal au monde en faisant porter son analyse sur l’évolution politique et sociale, les mouvements idéologiques et culturels, toutes ces structures dans lesquelles l’homme chrétien accomplit son destin et exerce son influence»,. Certes, au départ, la revue souscrit «avec enthousiasme» aux travaux de Vatican II, mais au fil du temps et des événements de cette époque agitée, Maintenant trouvera davantage son inspiration dans l’esprit plutôt que la lettre du Concile.
Se définissant au départ comme « revue de culture et d’actualités chrétiennes », puis comme « revue chrétienne d’opinion sur l’actualité », à partir de 1969, on ne la désignait plus que comme « revue » marquant ainsi la sécularisation et la politisation de Maintenant, et la rupture avec l’Ordre des dominicains.
Mais comme l’heure est à l’engagement et au refus de la neutralité, souligne André Fortin, à propos de la revue, « les prises de position sont parfois audacieuses : sur la régulation des naissances (…), sur l’école neutre, sur l’indépendance du Québec et le socialisme dès 1967. (…) Au fil des ans, les questions d’ordre religieux s’estompent et cèdent la place à un engagement politique plus soutenu (…).

## Tirage, édition et direction
Maintenant publie 141 numéros de janvier 1962 à décembre 1974.
Le tirage est de 20 000 copies en 1966 et de 4 000 en 1974, année où la revue devient moribonde. L’historien Martin Roy estime le lectorat à 50 000 en 1965.
La revue est sous la direction du père Henri-M. Bradet, o.p., de janvier 1962 à juillet/août 1965, et de Vincent Harvey, o.p., de août 1965 à septembre 1972, puis d’un comité de rédaction composé de Laurent Dupont, secrétaire, Hélène Pelletier-Baillargeon, Richard Gay, Robert Boily et Serge Carlos, de décembre 1972 à mai 1973, et enfin d’Hélène Pelletier-Baillargeon, de juin/juillet 1973 à décembre 1974.
Le propriétaire-éditeur de la revue est successivement le Conseil de l’Ordre des Dominicains Canada (1962-1969), les Éditions Maintenant (1969-1974) et les Éditions Maintenant-Société SODEP (1975).

## Rédacteurs et collaborateurs
Les rédacteurs et collaborateurs de Maintenant représentent une élite intellectuelle reconnue et influente durant les années de la Révolution tranquille. Le cartouche du numéro 1 de la revue déclarait que Maintenant est « publiée par les dominicains en collaboration avec d’autres clercs et des laïcs ». La liste qui suit reflète assez éloquemment cet engagement. Outre des dominicains et des clercs, on y retrouve des écrivains, des journalistes, des universitaires, des pasteurs et de futurs membres du gouvernement péquiste…
Rédacteurs : Pierre Saucier, Hélène Pelletier-Baillargeon, Henri Dallaire, o.p., Guy Robert, G. Tellier, o.p., Paul Doucet, o.p., Guy Viau, B. Lacroix, A. Brunet, o.p., pasteur D. Pourchot, Jacques Girard, Pierre-J.G. Vennat, Jean Proulx, o.p., André Charbonneau, Claude Beauchamp, Jocelyn Dugas, Pierre Fortin, Gérard Lapointe, Robert Boily, Guy Bourassa, Serge Carlos, André d'Allemagne, Fernand Dumont, Laurent Dupont, Richard Gay, Jacques Grand’Maison, Michèle Lalonde, Jacques-Yvan Morin, Louis O'Neill, Guy Rocher, Claude Saint-Laurent, Pierre Vadeboncœur, Jean-Yves Roy.
Collaborateurs : Jean-Paul Vanasse, Benoît Lacroix, o.p., H.-M. Robillard, o.p., Naïm Kattan, Chanoine Jacques Leclercq, Jacques Lamoureux, Jacques-Yvan Morin, Denis Duval, ptre, Noël Pérusse, Marcel-Marie Desmarais, o.p., Pierre-André Liégé, o.p., pasteur D. Pourchot, Jean-Réal Cardin, Adrien Brunet, o.p., Claude Déry, Marcel Adam, Louis O'Neill, Pierre-J.G. Vennat, Philippe Leblanc, o.p., Louis Beaupré, Jacques Baillargeon, M. Bouchard, Luc M. Lacroix, o.p., M. Despland, P. Bernard, L. Racine, o.p., A. Beauchamp, ptre, J.-P. Audet, o.p., R. Barberis, J.-A. Lamarche, P. Saucier, Solange Chalvin, A. Charbonneau, M. Dansereau, Yves Gosselin, J. Flamand, L. Gagnon, André Major, Jacques Parizeau, Victor-Lévy Beaulieu, C. Saint-Laurent, Hubert de Ravinel, A. Normandeau.

## L’affaire Bradet
Le 15 juillet 1965, le père Henri-Marie Bradet, directeur-fondateur de la revue, est démis de ses fonctions.
« Ce limogeage eut l’effet d’une bombe au Québec. L’affaire Bradet fut particulière en ce que, pour la première fois, l’opinion publique manifesta clairement et vivement son mécontentement. Elle craignait que le désaveu de la revue et de sa direction ne mît en péril plus largement le processus de réformes dans lequel était engagée l’Église nationale », écrit l’historien Martin Roy.
À l’exception peut-être de la droite catholique que représente la revue Aujourd’hui Québec, les médias et les milieux intellectuels expriment un désarroi, voire une incrédulité, face à ce congédiement surprise,,,,,,,,.
« L’affaire Bradet ? Un religieux qui reçoit un ordre de son supérieur ou un prêtre ‹ de gauche › à qui l’on impose le silence ? L’affaire Bradet, est-ce le problème de la liberté d’expression ? Est-ce encore autre chose ? Comme, par exemple, le sacerdoce de maintenant ? L’affaire Bradet, c’est plus que l’affaire Bradet », écrit Yolande Chéné.
Ainsi donc, le supérieur provincial de l’Ordre des dominicains, le père Thomas-M. Rondeau, destitue le père Bradet de son poste de directeur de la revue. « Il dut effectuer ce renvoi sous la pression du général des dominicains, le père Aniceto Fernandez, qui, de Rome, lui fit parvenir une lettre l’exigeant ».

### Motifs et circonstance obscurs
Les motifs et circonstances de ce limogeage sont obscurs : il n’y a eu aucune communication préalable entre le père Bradet, ses collaborateurs laïques et dominicains, et le Conseil provincial de l’Ordre ou le père provincial. Le père Bradet ne put ni s’expliquer ni se défendre.
Il est certain que les positions prises par Maintenant ont soulevé l’ire d’une partie du clergé et de certains évêques de province. Les articles remettant en question les Dames de Sainte-Anne et des Ligues du Sacré-Cœur, par exemple, ont fait beaucoup de bruit et scandalisé plusieurs ecclésiastiques. Des évêques qu’on croyait progressistes jugeaient la revue trop négative, néfaste même, parce qu’elle soulevait des problèmes religieux sans proposer de solutions aux fidèles.
Le père dominicain Paul Doucet, adjoint à la direction de la revue au moment du congédiement, suggère l’hypothèse d’un autre motif d’insatisfaction au sein du clergé :
« Mais plus profondément, il y a ce fait hérité de notre histoire particulière : l’histoire du Québec est liée, en partie, au désengagement de l’Église de certaines structures temporelles. Or, l’orientation de Maintenant va dans ce dernier sens. Le renvoi du père Bradet signifiait-il que ce désengagement est fort mal vu par les autorités ecclésiastiques ? »

### La goutte qui fait déborder le vase: la régulation des naissances
Le journaliste de La Presse Marcel Adam croit cependant que ce sont les articles sur la régulation des naissances « qui avaient marqué le commencement des difficultés de la revue ». Un texte datant de mai 1963 du père Marcel-Marie Desmarais, o.p., qui osait remettre en question, bien que « sur un ton modéré », l’enseignement traditionnel de l’Église en la matière aurait déplu vivement au général des dominicains. Lors d’un voyage à Rome en 1964, le père Bradet a pu prendre connaissance de tout le mécontentement qu’inspirait sa revue au père Fernandez. « Ce dernier, qui était une figure marquante de la minorité conservatrice du Concile hostile aux réformes, lui fit savoir qu’il n’aimait pas sa revue et que l’article du père Desmarais en particulier devait être rectifié selon la doctrine de Pie XI. Après cette première réprimande, le père Bradet lui rétorqua que « Maintenant n’allait pas changer d’orientation tant qu’il en assumerait la direction ».
Dans une entrevue accordée au journaliste du quotidien Le Devoir au lendemain de son limogeage, on lit ceci :

« Le père Bradet s’est dit convaincu hier qu’aucun sujet déterminé n’est à la source de son limogeage. À l’appui de cette conviction, il signale la multitude de sujets sur lesquels la revue a froissé beaucoup de « personnes en place » : les mariages mixtes, la confessionnalité, le ministère de l’éducation (bill 60), la réforme de la censure, les honneurs ecclésiastiques, etc. ; le clergé lui-même, ajoute-t-il, a été souvent attaqué. Il souligne en outre qu’on ne lui a jamais reproché une seule erreur de fait ou de doctrine.
Il est catégorique : c’est l’orientation générale de Maintenant qu’on a voulu condamner.
Et cette orientation générale, il l’a défini en deux points au cours de l’entrevue : « Présenter une religion dépouillée de certaines choses accessoires : les sanctuaires, les cierges, les lampions, l’argent, etc. ; retrouver le visage de l’Évangile. »

### Des appuis de taille
Mais la revue Maintenant avait tout de même des appuis de taille. « Elle disposait du soutien du Cardinal Léger, de certains évêques canadiens ainsi que, fait à noter, du Conseil provincial et du supérieur provincial de l’Ordre des dominicains ». Aussi, au retour de son voyage à Rome, le père Bradet écrit, en 1964, dans ses notes personnelles qu’il jouit de l’appui entier de ses supérieurs. Il écrit en effet cette réflexion qui laisse tout de même voir une certaine anxiété face à l’avenir :

« (…) Sans doute, les moins de quarante ans appuient-ils les attitudes de la revue. Et c’est peut-être à eux que je songe, ni par vertu ni par intérêt, pour m’expliquer à moi-même dans mon engagement, ma franchise et une sincérité qui entend bien aller jusqu’au bout, tout au moins à la limite de ses possibilités.
Même si les sympathisant m’apparaissent majoritaires et qu’il n’y ait nulle part de persécution ni officielle ni officieuse. Tout au contraire, la confiance et l’appui de mes Supérieurs comme de mes frères sont d’une large générosité jusqu’à date… Ce qui ne me rassure en rien pourtant, quant à l’avenir… Ce qui comptera un jour ou l’autre, ce sera la sécurité collective : le bien et le bon renom de l’Ordre.
Quoi qu’il advienne, je continuerai à bâtir cette revue dans tous ses aspects, rédactionnel, administratif et tirage. Qu’il me soit donné de ne point fléchir ni sous le poids des ennuis, de l’incompréhension, du vide et de l’aride, mais d’agir comme s’il s’agissait d’un « absolu ». La cause importe et non ses serviteurs. Et la cause ne doit pas céder aux accommodements ni aux circonlocutions, ni aux bienséances ecclésiastiques… »

## La rupture de 1968
Le 18 novembre 1968 cependant, le père provincial de l’Ordre des dominicains, Georges Perreault, o.p., avise le comité de direction de la revue la « fin immédiate de l’appui financier » des dominicains de même que « le retrait de sa responsabilité ». Cette décision signifiait la fin des activités de Maintenant à moins de trouver d’autres sources de financement.
« À vrai dire, la décision de l’Ordre était surtout due au mécontentement que suscitait l’orientation de la revue (…). On exigea que la revue fût dorénavant libellée comme « une revue publiée sous la responsabilité du comité de direction », et non plus de l’Ordre. Il faut rappeler à cet égard que Maintenant avait annoncé avec éclat son vote en faveur du Nouveau Parti démocratique aux élections fédérales de 1968, et déclaré ses « options séparatistes », en appuyant le MSA (Mouvement Souveraineté-Association).
En 1969, la revue éprouve des difficultés financières importantes, en dépit du « soutien » financier de Pierre Péladeau qui, « à l’invitation de Mia Riddez et de Louis Morisset, des lecteurs assidus », s’engagea à couvrir le déficit annuel et éventuel de la revue jusqu’à concurrence de 10 000 dollars. « En retour, Maintenant était imprimée et distribuée par ses sociétés, Montréal Offsett et les Messagerie dynamiques. En réalité, la somme que versait P. Péladeau servait en tout ou en partie à payer les frais d’impression et de distribution. Ce n’était donc pas un mécénat au coût exorbitant ».
La direction de Maintenant devient, à compter de janvier 1969, une corporation autonome (Éditions Maintenant) et ce jusqu’en décembre 1974.
En mars 1971, un nouveau comité de rédaction, avec des responsabilités très élargies et débordant le cadre rédactionnel proprement dit, est mis sur pied et prend en charge la revue selon une formule de collégialité.
« Ainsi, dorénavant, parallèlement à un comité de direction composé depuis l’automne 1965 d’un directeur et de ses adjoints, s’ajoutait un comité de rédaction formel formé de dollaborateurs réguliers. Parmi ces derniers figuraient entre autres Robert Boily, Serge Carlos, Fernand Dumont, Jacques Grand'Maison, Jacques-Yvan Morin, Guy Rocher et Pierre Vadeboncœur. Avec l’arrivée de Louis O'Neill en décembre 1972, nous remarquons la présence d’hommes qui marqueront le premier cabinet Lévesque (1976-1981), à titre soit de ministres ou d’intellectuels du régime. »
Or le père Vincent Harvey, o.p., qui assumait la direction de la revue depuis le limogeage du père Bradet en 1965, décède le 9 octobre 1972, ce qui « provoqua un choc tant il semblait irremplaçable ».
Finalement, en 1973, afin de «donner une unité de coordination à Maintenant, on choisissait Hélène Pelletier-Baillargeon pour occuper le poste de directrice, charge qu’elle assumera jusqu’à la disparition de la revue ».
En janvier 1975, une nouvelle compagnie éditrice est formée: Éditions Maintenant-Société SODEP et Maintenant est publiée sous la forme des Cahiers Maintenant et encartée dans le journal indépendantiste Le Jour. Cette collaboration ne surprend guère puisque Maintenant prône l’indépendance du Québec depuis 1967 et que 90 % de ses lecteurs sont indépendantistes. Trois Cahiers Maintenant sont ainsi publiés d’avril à décembre 1975 dans Le Jour, qui cessera d’ailleurs de paraître sous sa forme quotidienne en 1976.
Dans le dernier numéro (141), Hélène Pelletier-Baillargeon fait le bilan de treize années de publication: “Or Maintenant, fondée au matin de la révolution tranquille le 1er janvier 1962 par le dominicain Henri Bradet, a tout d’abord été, dans un premier temps, nourrie de l’effervescence du Concile Vatican II et du militantisme des chrétiens de gauche. Puis, sous la direction de Vincent Harvey à partir de 1965, elle s’est peu à peu politisée au moment de la naissance du MSA (Mouvement Souveraineté-Association), des remises en question du Mouvement laïque de langue française, de Parti pris et de la fondation du ministère de l’Éducation. Maintenant récapitule donc assez bien en ses treize années de production, les deux étapes majeures d’évolution de la société québécoise que Michèle Lalonde (numéro 138) identifiait récemment comme une entreprise de décléricalisation suivie d’un projet de décolonisation.”
En 1991, Pierre Vadeboncœur corrobore cette vue : « Maintenant accompagnait la Révolution tranquille, les mouvements sociaux, le syndicalisme, la politique de libération nationale ».

## Fonds d’archives
La revue Maintenant et le père Vincent Harvey
Fonds Simone Monet et Michel Chartrand